# 羅基芒特 (北卡羅萊納州)
羅基芒特（英語：Rocky Mount）是一個位於美國北卡羅萊納州厄齊康縣及納什縣的城市。

## 人口
根據2020年美國人口普查的數據，羅基芒特的面積為116.27平方千米，當中陸地面積為115.73平方千米，而水域面積為0.54平方千米。當地共有人口54341人，而人口密度為每平方千米467人。